# Loch Lomond
Pour les articles homonymes, voir Loch Lomond (homonymie).
Le loch Lomond (en gaélique écossais : loch Laomainn) est un loch d'Écosse situé à l'ouest du pays, au sud des Highlands. Il fait partie à la fois des régions de Stirling, Argyll and Bute, et du West Dunbartonshire et se situe environ à 25 km au nord-ouest de Glasgow.

## Caractéristiques

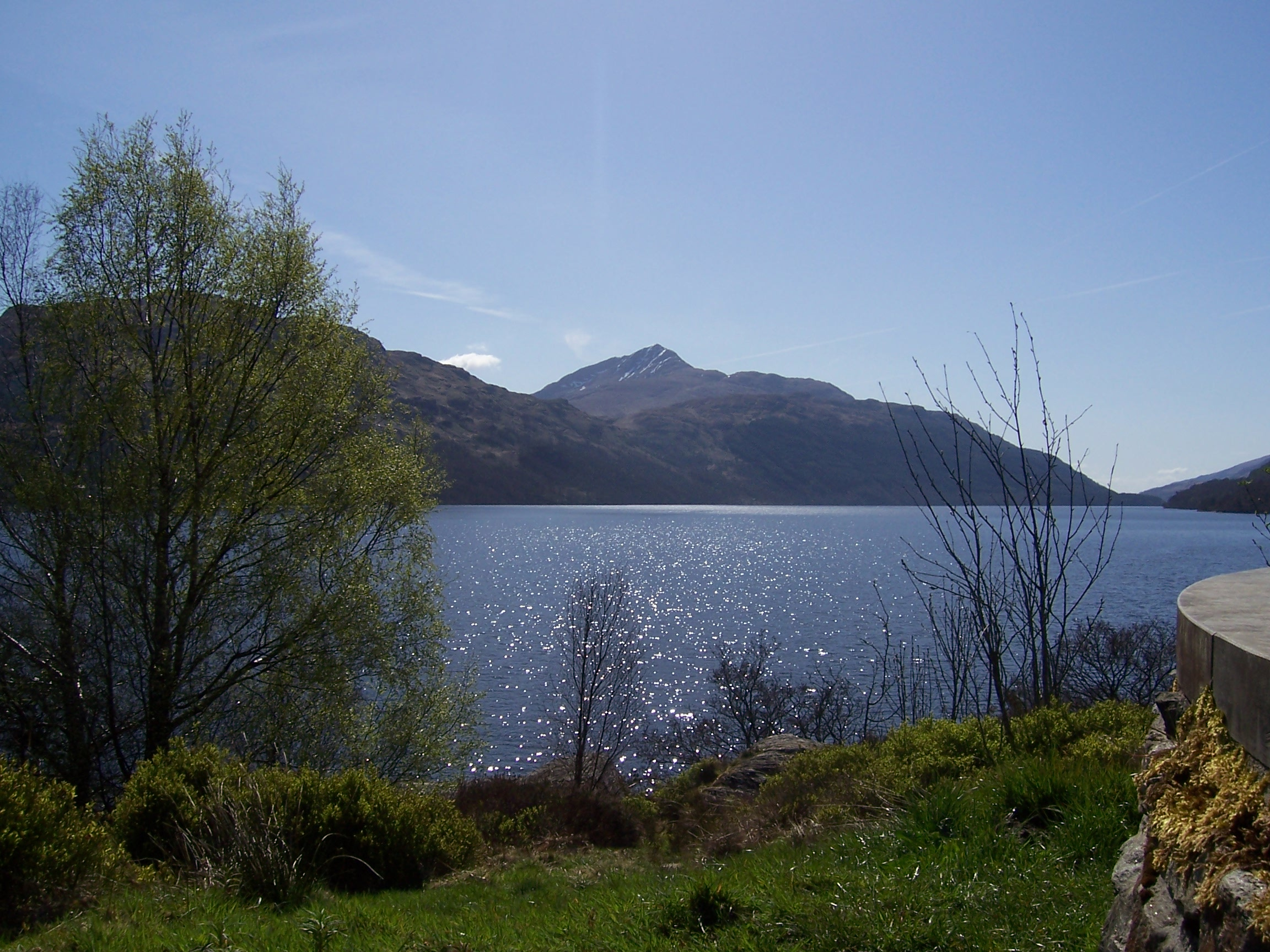
Vue sur le loch Lomond et le Ben Lomond depuis la rive nord-ouest.

Ses dimensions sont approximativement de 37 km de long sur 8 km de large. Sa profondeur moyenne est de 37 mètres, avec une profondeur maximale de 190 mètres. Il recouvre une superficie de 71 km2 et possède un volume de 2,6 km3. Par sa surface, il est le plus grand des lochs de Grande-Bretagne, et le deuxième après le loch Ness en volume. Cependant il n’est pas le plus grand des lacs des îles Britanniques, celui-ci étant le Lough Neagh en Irlande du Nord.

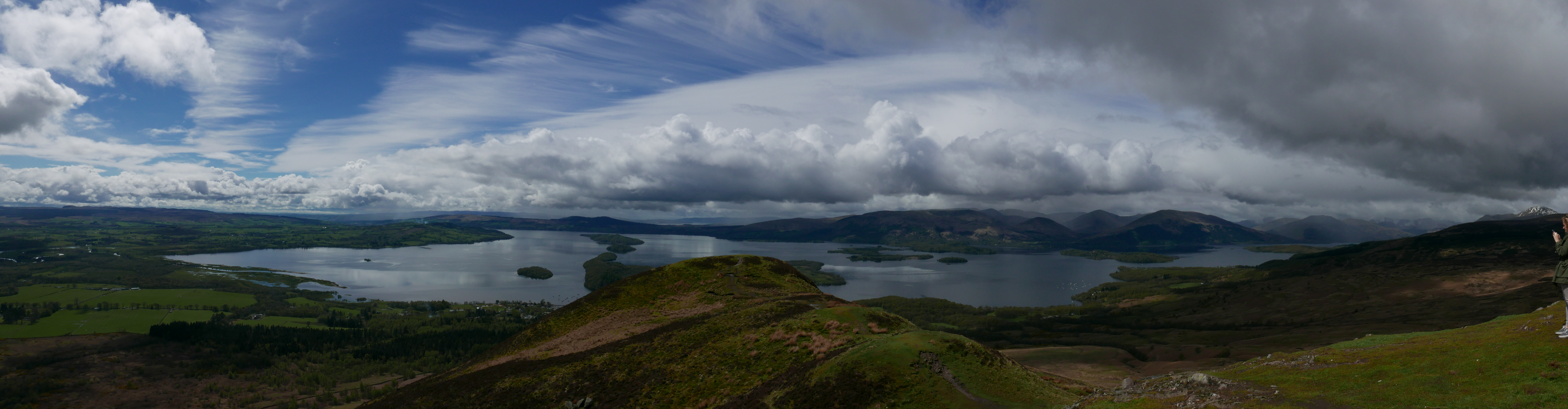
Loch Lomond depuis le sommet de Conic Hill au départ de Balmaha.

## Autour du Loch
Le loch Lomond fait partie depuis juillet 2002 du Parc national du Loch Lomond et des Trossachs.
Sur la rive Est domine le Ben Lomond, 974 mètres, qui est le plus méridional des munros.
De nombreuses îles sont dispersées sur le lac. Certaines possèdent des ruines antiques. L'une d'elles, Inchmurrin, est la plus grande île lacustre des Îles Britanniques. Comme pour le loch Tay, plusieurs îlots comme Inchgalbraith semblent avoir été des crannogs, des îles artificielles construites entre le Néolithique et l'âge du fer.
La rivière Leven est l'émissaire naturel du lac qui se déverse dans l'estuaire de la Clyde à hauteur de Dumbarton.
Il existe près du loch un club de golf qui accueille des compétitions internationales.
En 2018, lors des championnats d'Europe de natation à Glasgow, l'épreuve de nage en eau libre se déroule dans les eaux du loch Lomond.

## Dans les arts et la culture

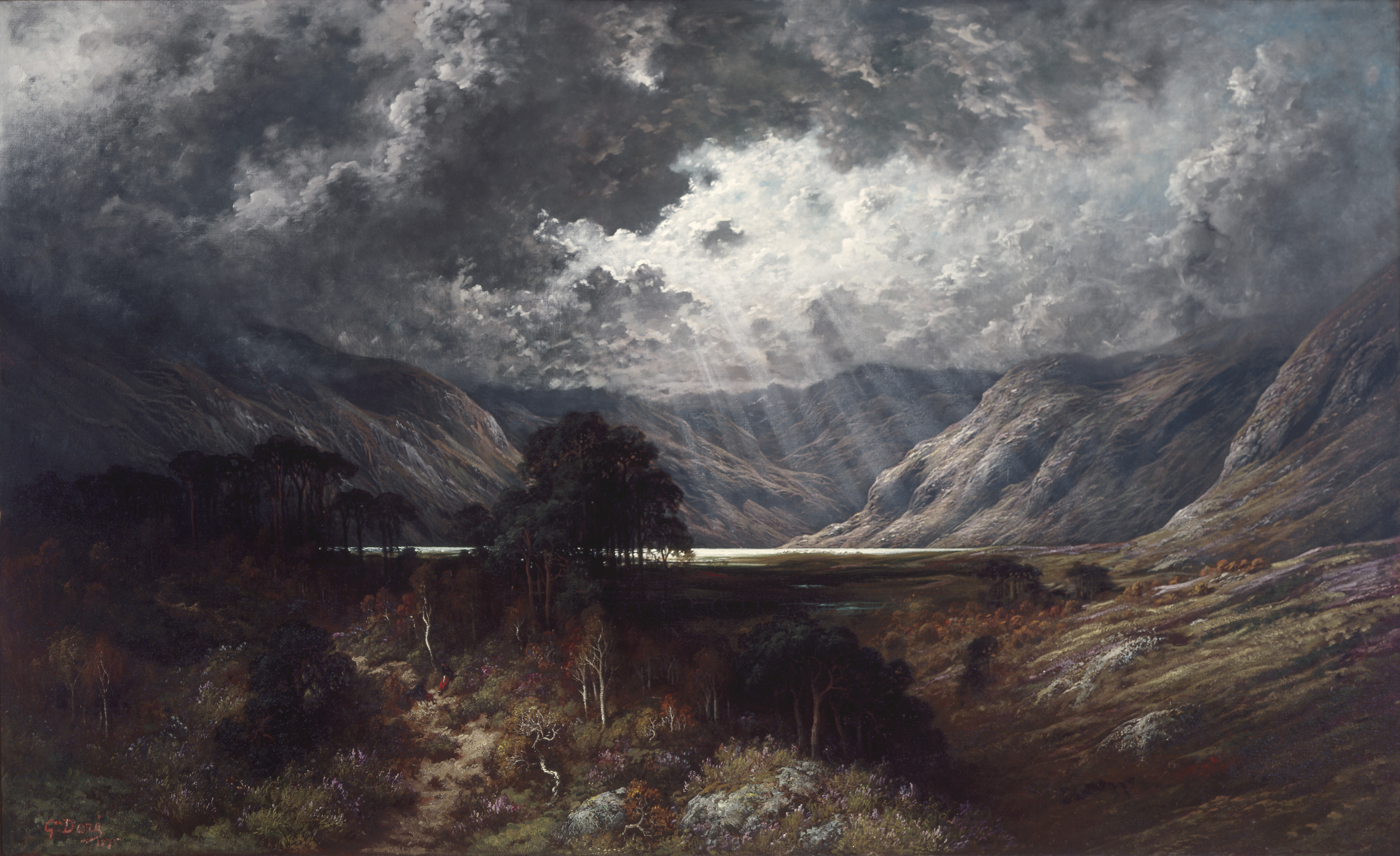
Gustave Doré, Loch Lomond (1875).

- Le lac est présent dans l'Historia regum Britanniae (Histoire des rois britanniques), écrit au XIIe siècle par Geoffroy de Monmouth, narrant une histoire légendaire des rois de l’île de Bretagne. Le roi Arthur y poursuit ses ennemis, les Scots et les Pictes, qui trouvent refuge sur les îles du lac. L'auteur en profite pour décrire cette étendue d'eau, s'inspirant du chapitre De mirabilibus Britannicæ insulæ (Sur les merveilles de l'île britannique) de l'Historia Brittonum, attribué à Nennius[a],[2].
- The Bonnie Banks o' Loch Lomond est l'une des plus célèbres mélodies écossaises (avec Amazing Grace et Auld Lang Syne), parue en 1841. En 2019, elle est traduite et interprété par le groupe de rock celtique Tri Yann qui y consacrent un clip, « Les Rives du Loch Lomond »[3].La forêt fictive de La Guerre des clans (forêt de Cerfblanc) est inspirée de la New Forest qui s'étale près du Loch Lomond, en Écosse.

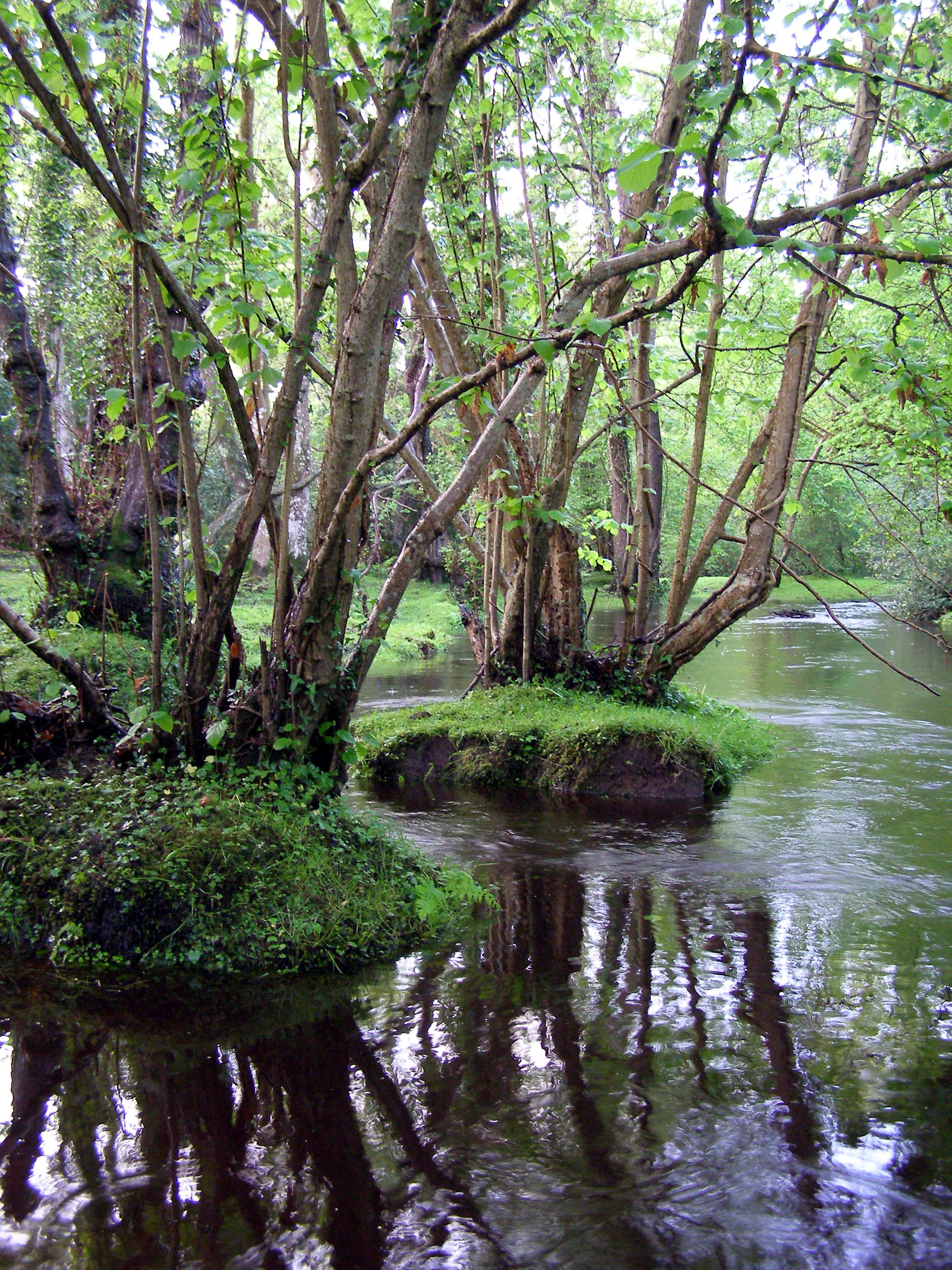
La forêt fictive de La Guerre des clans (forêt de Cerfblanc) est inspirée de la New Forest qui s'étale près du Loch Lomond, en Écosse.

- Gustave Doré séjourne dans la région en 1873 et peint par la suite plusieurs tableaux de paysages écossais[4], dont Souvenir de loch Lomond (1875)[5] et Loch Lomond (1875)[6].
- En musique classique, l'opus 13 du compositeur romantique allemand Ferdinand Thieriot (1868) est une fantaisie symphonique intitulée Loch Lomond[7].
- Dans la bande dessinée Tintin, la boisson préférée du capitaine Haddock et de Milou est le whisky Loch Lomond[8]. Son auteur Hergé pensait que la marque de whisky n'existait pas quand il la mit en scène pour la première fois (à l'occasion d'une réédition en 1965 de l'album L'Île Noire), mais une distillerie Loch Lomond produit réellement un whisky sous ce nom depuis 1964[9].
- Dans le livre La Guerre des clans[10], débutée en 2003 par Erin Hunter, raconte une guerre entre des clans de chats sauvages. La forêt servant de nouveau territoire des chats a été inspiré de la New Forest, avoisinant ce lac.
- En 2005, un sondage auprès des lecteurs du magazine télé britannique Radio Times, a placé le loch Lomond à la sixième place des plus belles merveilles naturelles de Grande-Bretagne[11].

## Liste des îles du loch Lomond
- Bucinch (en)
- Ceardach (en)
- Creinch (en)
- Eilean nan Deargannan
- Inchcailloch (en)
- Inchgalbraith
- Inchmurrin
- île Inveruglas
- Island I Vow (en)
- Tarbet Isle
- Torrinch